# Хитати Касива
«Хитати Касива» (яп. 日立柏サッカー場) — стадион, расположенный в городе Касива, префектура Тиба, Япония. Является домашней ареной клуба Джей-лиги «Касива Рейсол». Стадион вмещает 15 900 зрителей и был построен в 1985 году.

## История
Первоначально стадион вмещал около 5 000 зрителей и являлся домашним стадионом для команды «Хитати» (нынешней «Касива Рейсол»). По мере роста амбиций клуба, стадион приводился также к стандартам японской Джей-лиги. В 1993 году были добавлены 4 осветительные вышки. А к 1995 году проведена реконструкция стадиона.

## Транспорт
- Линия Дзёбан и Линия Нода: 20 минут пешком от станции Касива.
- Линия Нода: 15 минут пешком от станции Син-Касива.